# Windows-Indexdienst
Der Windows-Indexdienst ist ein in Windows 2000 und Windows XP enthaltener – üblicherweise im Hintergrund – ausgeführter Dienst, welcher dazu gedacht ist, die Festplatteninhalte zu indizieren. Mithilfe dieses Dienstes können Suchanfragen innerhalb von wenigen Sekunden ausgeführt werden; nicht nur eine Suche nach Dateinamen, sondern auch in den Dateiinhalten (Volltextsuche). Der Indexdienst berücksichtigt bei der Volltextsuche erst einmal nur Standardformate, wie beispielsweise *.txt, sowie einige Microsoft-Formate, wie *.doc und *.xls. Über sogenannte iFilter kann der Indexdienst aber auch eine Volltextsuche in anderen Dateiformaten, wie z. B. Adobe PDF, RTF, OpenDocument (OASIS OpenDocument Dateiformat), JFIF (Metadaten), XML oder MP3 (ID3-Tags) durchführen.
Im Web finden sich Anleitungen, wie der als ressourcenhungrig geltenden Indexdienst abgeschaltet werden kann. Bemerkenswerterweise erfreuen sich die seit 2004 erschienenen Desktopsuchprogramme, wie beispielsweise Google Desktop, Lookeen oder Copernic Desktop Search, großer Beliebtheit, obwohl diese im Kern eine zum Indexdienst ähnliche Funktionalität bieten.